# Turbo (アルバム)
『turbo』（ターボ）は、UAの3枚目のスタジオ・アルバム。1999年10月27日発売。発売元はSPEEDSTAR RECORDS。

## 解説
前作『アメトラ』から約1年半ぶりとなるアルバム。
翌年UAと共に結成したロックバンド、AJICOのメンバーである浅井健一が参加している。
2016年5月25日には、デビュー20周年記念としてDeluxe Editionが発売された。

## パッケージ
CD初盤はトリプル・ジャケット仕様。

## 収録曲
全作詞：UA（特記以外）
1. プライベートサーファー（puff fishy mix）
  - 作曲・編曲：Green Genie
2. ロマンス
  - 作曲・編曲：Green Genie
3. ランドリーより愛を込めて
  - 作曲・編曲：Green Genie
4. 男と女
  - 作曲・編曲：青柳拓次
5. サマーメランコリック
  - 作曲・編曲：朝本浩文
6. ストロベリータイム
  - 作曲：浅井健一・朝本浩文　編曲：浅井健一
7. 午後
  - 作曲：浅井健一・朝本浩文　編曲：浅井健一
8. 乾く日
  - 作曲：花田裕之　編曲：朝本浩文
9. リンゴ追分
  - 作詞：小沢不二夫　作曲：米山正夫　編曲：LITTLE TEMPO
10. ためいき
  - 作曲・編曲：Green Genie
11. 数え足りない夜の足音（pele dubwise version2）
  - 作曲・編曲：朝本浩文
12. ノハラソング
  - 作曲・編曲：朝本浩文
13. スカートの砂
  - 作曲・編曲：朝本浩文

### Deluxe Edition Disc2
1. 数え足りない夜の足音
2. 数え足りない夜の足音 （echoes of pele dub）
3. 数え足りない夜の足音 （kawanabe hiroshi mix）
4. 数え足りない夜の足音 （green gini mix）
5. スカートの砂 （real life mix）
6. スカートの砂 （boys meets girls mix）
7. プライベートサーファー （main）
8. プライベートサーファー （tuya tuya mix）
9. MOONBOW （main）
10. MOONBOW （moana mix）
11. 男と女 （dub）
  - 未発表バージョン。
12. 乾く日に （dub）
  - 未発表バージョン。
13. 月光ワルツ
  - こだま和文 feat. UA名義。
14. YOU AND ME
  - 三宅純 feat. UA名義。未発表曲。

## 参加ミュージシャン[7]
- Rico Rodriguez：Trombone (#1.10)
- Michael Rose：Tenor Saxophone (#1.10)
- Damon Brown：Trumpet (#1.10)
- Tim Vine：Keyboards (#1.2.3.10)
- 青柳拓次 (LITTLE CREATURES, Double Famous)：Acoustic Guitar,  Programming, Piano plus11, Vibraphone, Chekere (#4)
- 栗林慧 (Double Famous)：Electric Guitar (#4)
- 栗原務 (LITTLE CREATURES, Double Famous)：Drums, Shaker, Ago-go (#4)
- 高木二郎 (Double Famous)：Bass (#4)
- 坂口修一郎 (Double Famous)：Trumpet (#4)
- 藤田文吾 (Double Famous)：Tenor Saxophone (#4)
- 岡田真由美 (Double Famous)：Flute (#4)
- 細窪洋介 (Double Famous)：Bongo (#4)
- 名越由貴夫：Electric Guitar (#5.8)
- 浅井健一：Acoustic Guitar (#6.7)
- 朝本浩文
  - Celesta (#6)
  - Remix (#11)
  - Keyboards, Melodica (#13)
- 池畑潤二
  - Tambourine, Triangle (#6)
  - Drums (#7)
- 松永孝義
  - Bass (#7)
  - Upright Bass (#8)
- HONZI：Violin (#7)
- 花田裕之：Acoustic Guitar (#8)
- 大塚秀人：Flute (#8)
- 土生剛 (LITTLE TEMPO)：Steel Pan, Kete (#9)
- 佐々木育真 (LITTLE TEMPO)
  - Acoustic Guitar (#9)
  - Electric Guitar (#13)
- HAKASE (LITTLE TEMPO)：Vibraphone, Organ (#9)
- 白水生路：Upright Bass (#9)
- こだま和文：Trumpet (#9)
- 大石幸司：Surdo (#9)
- 田鹿健太：Chekere (#9)
- 吉村健一：Remix (#11)
- GAMO (東京スカパラダイスオーケストラ)：Alto Recorder (#12)
- 伊藤直樹：Bells (#12)
- 田村玄一：Steel Pan (#13)
- 今剛：Steel Guitar (#13)

## リリース日一覧
| 地域 | リリース日     | レーベル          | 規格     | 規格品番     | 備考                                     |
| ---- | -------------- | ----------------- | -------- | ------------ | ---------------------------------------- |
| 日本 | 1999年10月27日 | SPEEDSTAR RECORDS | 12cmCD   | VICL-60473   |                                          |
| 日本 | 1999年10月27日 | SPEEDSTAR RECORDS | 30cmLPx2 | VIJL-60043/4 |                                          |
| 日本 | 2005年9月22日  | SPEEDSTAR RECORDS | 12cmCD   | VICL-61785   |                                          |
| 日本 | 2013年1月15日  | SPEEDSTAR RECORDS | 音楽配信 | -            |                                          |
| 日本 | 2016年5月25日  | SPEEDSTAR RECORDS | SHM-CDx2 | VICL-70222/3 | Deluxe Edition 初回限定盤 リマスタリング |

### 音楽配信
- turbo - mora
- turbo - AWA
- turbo - YouTube Music プレイリスト
- turbo - Spotify
- turbo - Apple Music